# Einsame Menschen
Einsame Menschen ist ein Schauspiel in fünf Akten des deutschen Nobelpreisträgers für Literatur Gerhart Hauptmann, das vom 17. August bis zum 23. November 1890 in Charlottenburg entstand und am 11. Januar 1891 durch die Freie Bühne am Residenztheater Berlin unter der Regie von Cord Hachmann mit Emanuel Reicher als Johannes Vockerat uraufgeführt wurde. Ebenfalls 1891 stand das Drama am Deutschen Theater Berlin und am Burgtheater Wien auf dem Spielplan. 1891 erschien der Text in den Heften 1 bis 6 der Freien Bühne für modernes Leben als Vorabdruck.
Das Thema: Ein schwacher Mann – zwischen zwei Frauen – martert sich durch seine Schwäche.

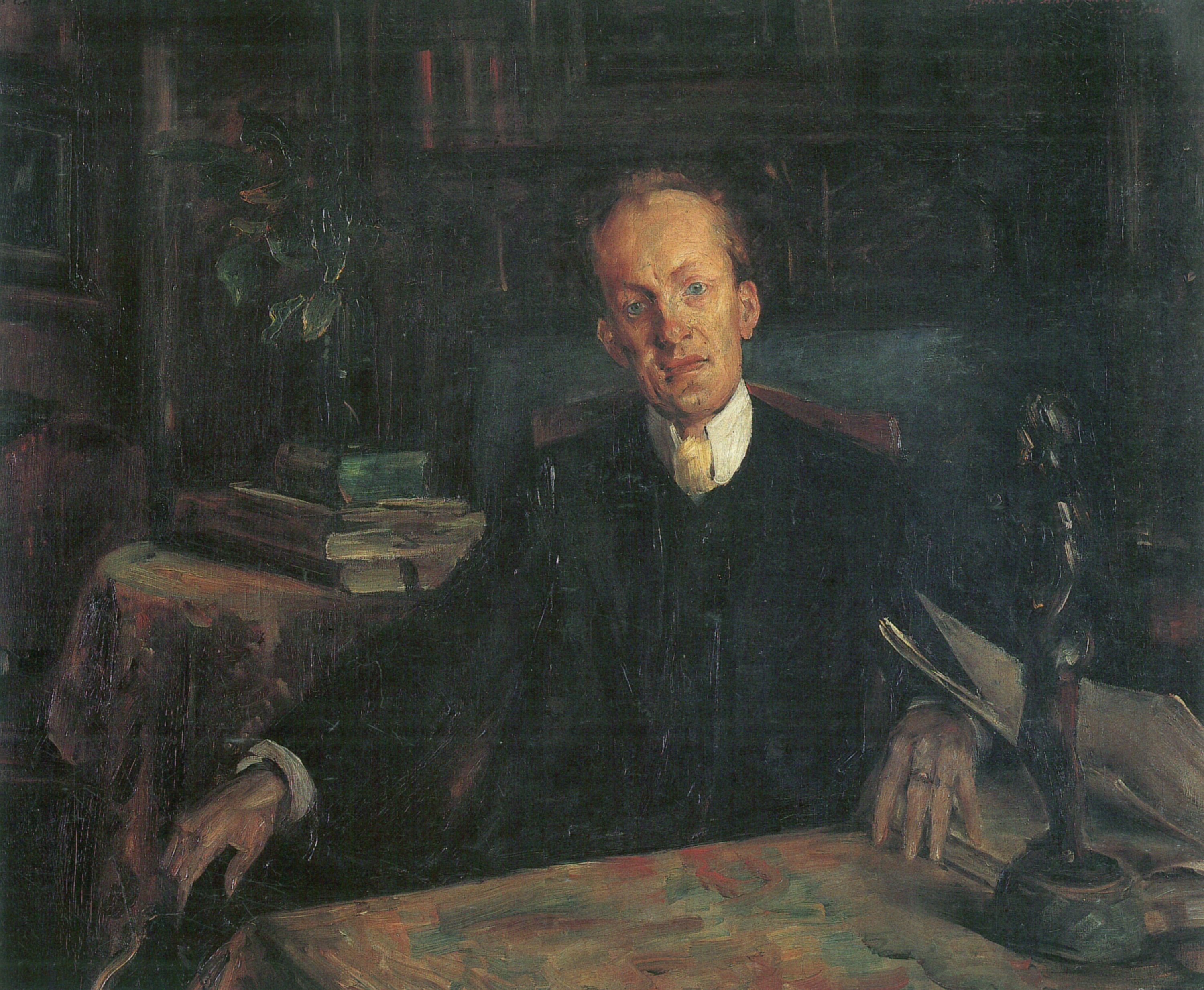
Gerhart Hauptmann auf einem Gemälde von Lovis Corinth anno 1900

## Handlung
1. Akt
Der 28-jährige Gelehrte Dr. Johannes Vockerat hat am Müggelsee ein Landhaus für vier Jahre gemietet. Zusammen mit seiner 22-jährigen Ehefrau Käthe hat er einen Sohn, der gerade von dem 73-jährigen Pastor Kollin im Hause getauft wird.
Johannes führt ein gastfreies Haus. Sein Jugendfreund, der 26-jährige Maler Braun, wohnt zeitweise dort an dem Berliner See. Die 24-jährige, beinahe mittellose Zürcher Studentin Anna Mahr, in Reval beheimatet, reist aus der Schweiz an und möchte den Maler treffen. Braun und Fräulein Anna hatten sich in Paris auf einer Ausstellung kennengelernt.
Johannes interessiert sich für Anna, unterhält sich mit ihr und ist bald von ihrer Bildung und Urteilskraft eingenommen. Als Johannes Anna einlädt, für ein paar Wochen im Landhaus zu bleiben, gibt seine Frau Käthe zwar kein Widerwort, aber insgeheim kommen der jungen Mutter die Tränen. Ist Käthe, die Johannes’ Arbeit nicht versteht, doch das ganze Gegenteil der selbstbewussten Studentin. Und Johannes hat seiner Frau diese Wahrheit von ihrem engen Horizont auch noch ins Gesicht gesagt.
2. Akt
Johannes’ Mutter, die 50-jährige Frau Vockerat, schaut scheelen Blickes auf das, was sich da anbahnt: Endlich hat der Sohn mit Anna ein Fräulein gefunden, das er in seinen akademischen Luftschlössern herumführen kann. Während mancher von Johannes’ Kommilitonen längst beamtet ist, lebt Johannes immer noch seiner brotlosen Kunst der wissenschaftlichen Forschung. Auch Braun wirft dem Freunde vor, seine „psychophysiologische Schreiberei“ sei zwecklos. Und sobald Käthe eine drängende Frage, die materielle Sicherstellung des Haushalts betreffend anspricht, wird sie von ihrem weltabgewandten Gatten vertröstet.
3. Akt
Vor ihrer Schwiegermutter verflucht Käthe ihr elendes Leben. Johannes hat sie nie für sich gehabt. Erst hatten ihn die Freunde und nun hat ihn Anna.
Frau Vockerat reagiert. Sie stellt den Sohn zur Rede. Die junge Dame aus Zürich muss aus dem Haus. Johannes droht; deutet seinen Suizid an und verhindert, dass die Mutter das Fräulein verjagt. Auch Braun ruft den Freund zur Ordnung. Johannes hat kein Gehör und überredet die abreisende Anna zum Bleiben.
4. Akt
Anna macht zwar Johannes klar, Trennung muss sein, doch als Braun ihr Familie zerstörendes Verhalten vorwirft, verbittet sie sich dies auf das Energischste.
Frau Vockerat will nicht untersuchen, wer wen verführt, doch sie fleht Anna um Erbarmen an. Die Studentin kann Johannes’ Mutter beruhigen. Ihres Bleibens ist nicht länger.
5. Akt
Johannes begehrt gegen seine Mutter auf. Wie kann sie nur seinen Gast vertreiben! Die Mutter hat ihren Mann, den reichlich 60-jährigen Rittergutspächter Vockerat um Hilfe gerufen. Der vielbeschäftigte Vater eilt herbei und wirft dem sündigen Sohn in seiner gutmütigen Art Schwäche vor – mit einem Vorschlag zur Güte gewürzt nach dem Motto: Deine Pflicht versäume nicht. Johannes will den alten Kram nicht hören. Der Vater, immer noch gutmütig, bleibt dabei: Er und die Mutter haben Johannes unter Entbehrungen großgezogen und verlangen nun von ihm Vernunft. Die ist von dem Frevler Johannes nicht zu haben. Da spielt es für den Uneinsichtigen überhaupt keine Rolle, dass seine junge Frau Käthe inzwischen gemütskrank geworden ist.
Johannes fordert Anna in großer Szene zum Bleiben auf. Dazu Gerhart Hauptmanns Bühnenanweisung: „Er umschlingt sie, und beider Lippen finden sich in einem einzigen langen, inbrünstigen Kusse, dann reißt Anna sich los und verschwindet.“
Johannes macht seine oben angesprochene Drohung wahr. Er geht ins Wasser. Der Müggelsee liegt nahe. Käthe macht den Schwiegereltern Vorwürfe: Warum habt ihr „ihn zum Äußersten getrieben“? Zuvor hatte Käthe Verständnis für ihren Johannes aufgebracht; sich gefragt: „… was soll denn nur ein so geistreicher und gelehrter Mann mit dir anfangen?“

## Rezeption
- 1952: Mayer[9] bemerkt Gesellschaftskritik: Käthes Leben ist „verpfuscht“, weil die Bürgerstochter nichts Gescheites lernen durfte. Und ihr Ehegatte Dr. Johannes Vockerat habe ausgeträumt. Angetreten, am überkommenen Weltbild zu rütteln, sei er zum Kompromissler verkommen. Die Beziehung der Figuren Johannes und Anna erinnere an Ibsens Rosmersholm (UA 1887).
- 1993: Seyppel nennt das Stück „das laue Intellekturellen- und Ehetrauerspiel“[10].
- 1995: Leppmann schreibt, Anna Mahr sei der jungen polnischen Studentin Josepha Krzyżanowska-Kodisowa nachgebildet.[11][A 2] Anna Mahr befände sich in guter Gesellschaft mit Lisaweta Iwanowna (Thomas Mann, Tonio Kröger), wesensgleich solchen vorpreschenden Frauen wie Berta von Suttner, Lily Braun, Lou Andreas-Salomé und Marie Bashkirtseff.[12][A 3] Die russische Studentin Anna habe „wegen fortschrittlicher Überzeugungen die Heimat verlassen“ müssen und sei der einzige Mensch, mit der der verzweifelte Privatgelehrte Johannes Vockerath vernünftig reden könne. Vockerat scheitere an der „eigenen Zerfahrenheit und Überreiztheit“.[13] Zu Glaubensangelegenheiten äußert sich Leppmann wie folgt. Zwar sei der Protestant Hauptmann kein Atheist gewesen, doch habe er der Christologie skeptisch gegenübergestanden. Demnach träte Pastor Kollin „salbungsvoll und systemkonform“ auf und mache „sich´s auf Erden bequem“.[14] Und zum Suizid Vockerats: „Er wird … von einer «Fremden», einer auf der Universität ausgebildeten und den Moralbegriffen ihrer Zeit vorauseilenden Russin, aus der Bahn geworfen …“.[15]
- 1998: Marx zitiert Gerhart Hauptmann anno 1938: Der Maler Braun sei seinem Jugendfreund, dem Maler Hugo Ernst Schmidt[16] und Käthe Vockerat sei Hauptmanns Frau Marie nachempfunden.
- 1998: Sprengel[17] bescheinigt Gerhart Hauptmann „eine lebensnahe Sprache von hoher idiomatischer Authentizität“ und vermutet, der Autor habe eine Ehekrise seines Bruders Carl „verarbeitet“. Zudem verweise der Handlungsort am Müggelsee auf den dortigen Friedrichshagener Dichterkreis und zwar ganz speziell auf Laura Marholm. Wie in Hauptmanns Schauspiel-Vorgänger Das Friedensfest löse eine fremde junge Frau als weiblicher Eindringling in die zu analysierende Familie die Katastrophe aus.
- 2012: Sprengel meint, in diesem frühen Drama lasse sich der Autor von Ibsen inspirieren. Die Abkehr folge später.[18]

## Weitere Premieren
- 6. Dezember 1891, Burgtheater. Ludwig Speidel und Max Kalbeck seien von dem Debüt in Wien nicht gerade begeistert gewesen.[19]
- 1893 am Pariser Théâtre des Bouffes du Nord: Âmes solitaires (Einsame Seelen), Regie: Aurélien-Marie Lugné-Poe
- 29. Februar 1920 am Deutschen Theater Berlin. Der Autor führte selbst Regie.
- März 1929 an der Volksbühne des Landestheaters für Ostpreußen und Westpreußen in Königsberg – Regie: Adolf Rott
- 1958 am Londoner Arts Theatre[20], Regie: Richard Duschinsky mit Michael Atkinson als Johannes[21]
- Juli 2009 am Malersaal des Deutschen Schauspielhauses Hamburg. Regie: Franziska Henschel[22]
- 13. Oktober 2012 an der NORD Studiobühne Stuttgart. Regie: Stephan Rottkamp mit Florian von Manteuffel als Johannes und Nadja Stübiger als Anna.[23]
- 29. Oktober 2021 am Deutschen Theater Berlin. Regie: Daniela Löffner[24]

- 16. Dezember 2022 am  Katona József Theater, Budapest. Regie: Jakab Tarnóczi.[25]

## Adaptionen

### Hörspiel
- 1929: ORAG. Regie: Otto Normann. Mit Carl Brückel als Vockerat, Frieda Regnald als Frau Vockerat, Hans Mühlhofer als Johannes Vockerat, Luise Sessing als Käthe Vockerat, Ferdinand Neuert als Braun, Antonie Straßmann als Anna Mahr und Carl Kliewer als Pastor Kollin.
- 1950: ORF Wien. Regie und Sprecher: Nicht angegeben.
- 1962, SFB. Bearbeitung und Regie: Curt Goetz-Pflug. Mit Fritz Tillmann als Herr Vockerat sen., Trudik Daniel als seine Frau, Thomas Holtzmann als Johannes, Sabine Sinjen als Käte, Gisela Uhlen als Anna Mahr und Martin Hirthe als Braun.
- 1962, BR. Bearbeitung und Regie: Rudolf Noelte. Mit Paul Hartmann als Herr Vockerat sen., Mila Kopp als seine Frau, Thomas Holtzmann als Johannes, Gertrud Kückelmann als Käthe, Gerd Vespermann als Braun und Ellen Schwiers als Anna Mahr.
- 1975: ORF Salzburg. Bearbeitung und Regie: Klaus Gmeiner. Mit Wilhelm Wiegand als Herr Vockerat, Edith Schultze-Westrum als Frau Vockerat, Dietmar Schönherr als Johannes Vockerat, Gertrud Kückelmann als Käte Vockerat, Peter Wolfsberger als Breo Braun und Ursula Wondrak als Anna Mahr.

### Buchausgaben
- Einsame Menschen. Drama. S. Fischer, Berlin 1891
- Einsame Menschen. Drama. S. 259–369 in Gerhart Hauptmann: Ausgewählte Dramen in vier Bänden. Bd. 1. Mit einer Einführung in das dramatische Werk Gerhart Hauptmanns von Hans Mayer. 692 Seiten. Aufbau-Verlag, Berlin 1952 (verwendete Ausgabe)

### Sekundärliteratur
- Gerhard Stenzel (Hrsg.): Gerhart Hauptmanns Werke in zwei Bänden. Band II. 1072 Seiten. Verlag Das Bergland-Buch, Salzburg 1956 (Dünndruck), S. 1045–1046 Inhaltsangabe
- Joachim Seyppel: Gerhart Hauptmann (Köpfe des 20. Jahrhunderts; 121). Überarbeitete Neuauflage. Morgenbuch-Verlag, Berlin 1993, ISBN 3-371-00378-7
- Wolfgang Leppmann: Gerhart Hauptmann. Eine Biographie. Ullstein, Berlin 1996 (Ullstein-Buch 35608), 415 Seiten, ISBN 3-548-35608-7 (identischer Text mit ISBN 3-549-05469-6, Propyläen, Berlin 1995, untertitelt mit Die Biographie)
- Einsame Menschen, S. 58–64 in: Friedhelm Marx: Gerhart Hauptmann. Reclam, Stuttgart 1998 (RUB 17608, Reihe Literaturstudium). 403 Seiten, ISBN 3-15-017608-5
- Peter Sprengel: Geschichte der deutschsprachigen Literatur 1870–1900. Von der Reichsgründung bis zur Jahrhundertwende. München 1998, ISBN 3-406-44104-1
- Peter Sprengel: Gerhart Hauptmann. Bürgerlichkeit und großer Traum. Eine Biographie. 848 Seiten. C.H. Beck, München 2012 (1. Aufl.), ISBN 978-3-406-64045-2